# Invasions de Mongòlia al Tibet

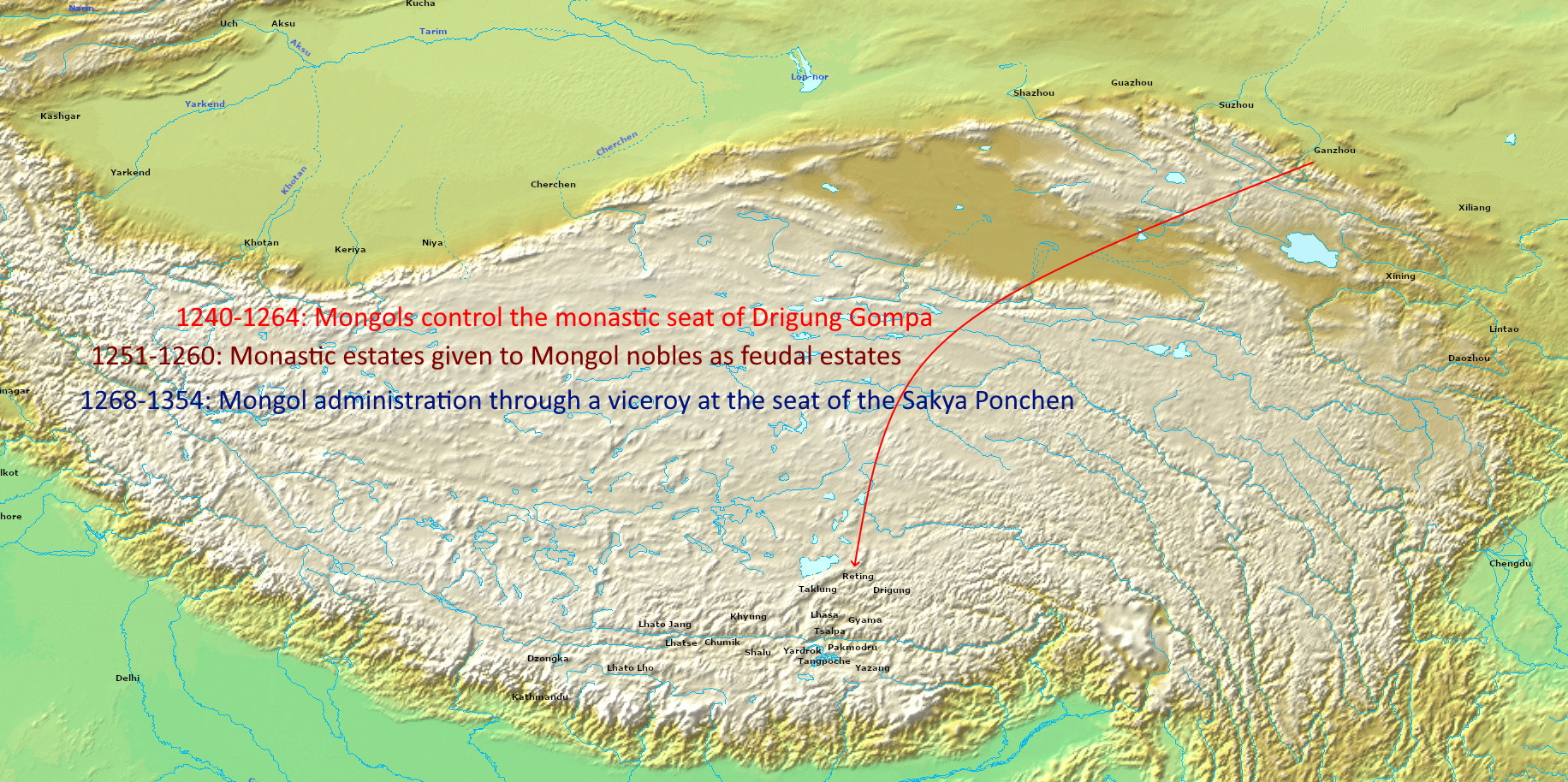
Tibet sota domini mongol, 1240-1354

Hi ha hagut diverses invasions mongoles al Tibet. La més antiga és el suposat complot per envair el Tibet per part de Genghis Khan el 1206, que es considera anacrònica. No hi ha proves de conflictes mongols-tibetans abans de la campanya militar de 1240. La primera campanya confirmada és la invasió del Tibet pel general mongol Doorda Darkhan el 1240, amb unes forces de 30.000 soldats que va provocar 500 baixes. La campanya va ser més petita que les invasions a gran escala utilitzades pels mongols contra els grans imperis. El propòsit d'aquest atac no és clar i encara es debat entre els tibetòlegs. A finals de la dècada de 1240, el príncep mongol Godan va convidar a l'escola Sakya al lama Sakya Pandita, que va instar a altres principals figures tibetanes a sotmetre's a l'autoritat mongol. En general, es considera que això va marcar l'inici del domini mongol sobre el Tibet, així com l'establiment d'una relació de patró i sacerdot entre mongols i tibetans. Aquestes relacions van ser continuades per Khublai Khan, que va fundar la dinastia Yuan mongol i va concedir autoritat sobre tot el Tibet a Drogon Chogyal Phagpa, nebot de Sakya Pandita. El sistema administratiu Sakya-Mongol i el domini administratiu dels Yuan sobre la regió durar fins a mitjan de segle XIV, quan la dinastia Yuan va començar a enfonsar-se.
A principis del segle XVII, els mongols d'Oirat van tornar a conquerir la regió establint el Kanat de Khoshut, i van intervenir en la política tibetana fins a la conquesta Qing de Mongòlia i Jungària.

## Invasió

### Abans de 1240
Segons un relat tradicional tibetà, l'emperador mongol Genguis Kan va conspirar per envair el Tibet el 1206, però es va dissuadir quan els tibetans van prometre pagar tribut als mongols. Els estudis moderns consideren que el relat és anacrònic i de fet erroni. La campanya de Gengis estava dirigida a l'Imperi tangut per ampliar l'occident del seu imperi no al Tibet. No es te constància de pagar cap tribut als mongols abans de 1240. Tampoc hi ha proves d'interacció entre les dues nacions abans de la invasió de Doorda Darkhan el 1240.
El primer contacte mongol real amb l'ètnia tibetana va arribar el 1236, quan un cap tibetà prop de Wenxian es va sotmetre als mongols que feien campanya contra dinastia Jin a Sichuan.

### Invasió de 1240-1241
El 1240, el príncep mongol Godan, fill d'Ogodei i germà petit de Guyuk, va encarregar el comandament de la invasió tibetana al general Tangut, Doorda Darqan (Dor-ta). L'expedició, el primer conflicte militar entre les dues nacions i menor en relació a les invasions a gran escala dels mongols contra els grans imperis, fou de 30.000 homes, i va provocar 500 baixes, juntament amb la crema dels monestirs de Kadampa de Rwa-sgreṅ i de Rgyal-lha-khang, tanmateix, els estudis moderns afirmen que les fonts més antigues atribueixen als mongols només la crema de Rgyal-lha-khang, mentre que un gran nombre de monjos Rwa-sgreng van ser assassinats. El Monestir de Taglung i el Monestir de Drigung, amb el seu antic vincle amb la Imperi tangut, es van salvar perquè el mateix Doorda era budista.
Els mongols vam reclamar la presència del jerarca Sakya Pandita a Liangzhou en 1244, arribant en 1246 amb dos nebots i en 1249, després de conèixer Godan, Sakya Pandita va convèncer altres monestirs del Tibet central perquè s'alineessin amb els mongols. Sakya va morir en aquell recinte deixant els seus dos nebots, que van quedar com a ostatges fent referència a la rendició simbòlica del Tibet.
Segons Turrell Wylie, existeix un acord entre els tibetòlegs sobre aquest punt. No obstant això, el propòsit de la invasió és discutit entre els estudiosos tibetans, en part a causa de l'abundància de fonts anacròniques i de fet errònies. El punt de vista, considerat més tradicional, és que l'atac va ser una represàlia contra el Tibet causada per la negativa tibetana a pagar tributs. Wylie assenyala que els tibetans van deixar de pagar tributs el 1227, mentre que la invasió de Doorda Darkhan va ser el 1240, fet que suggereix que els mongols, que no mostraven gaire empatia, no esperarien més d'una dècada en respondre. El text en què es basa aquesta afirmació també fa altres errors anacrònics, insistint que Genghis planejava atacar el Tibet abans de la invasió de Doorda Darkhan, quan la campanya real era contra el regne Tangut.
Una altra teoria, recolzada per Wylie, és que l'acció va ser una campanya de reconeixement militar destinada a avaluar la situació política al Tibet. Els mongols esperaven trobar un únic monarca amb el qual poguessin amenaçar amb la submissió, però en canvi van trobar un Tibet que estava dividit religiosa i políticament, sense govern central.
Un tercer punt de vista és que les tropes van ser enviades com a batudes i "partides de saqueig", i que l'objectiu de la campanya era saquejar la "riquesa acumulada als monestirs tibetans". Això es discutible, ja que els mongols van evitar deliberadament atacar certs monestirs, una decisió qüestionable si el seu únic objectiu era treure'n rendiments.
Sigui quin sigui el propòsit de la invasió, els mongols es van retirar el 1241, ja que tots els prínceps mongols van ser revocats a Mongòlia en preparació per al nomentament d'un successor d'Ogodei. El 1244, els mongols van tornar al Tibet van convidar a Sakya Pandita al campament de Godan, on va acceptar capitular el Tibet, després que els mongols amenacessin amb una invasió a gran escala de la regió.

### Invasió de 1244 sota Möngke Khan

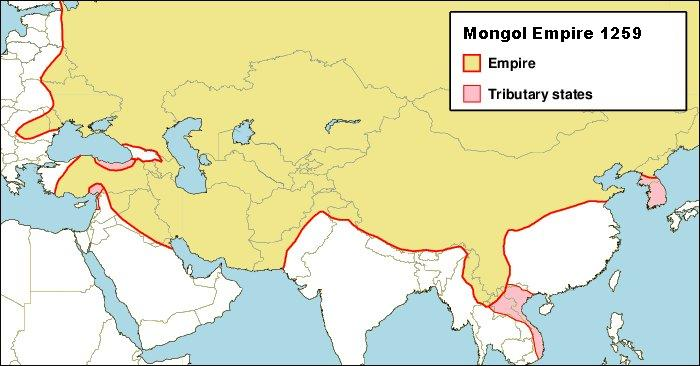
Imperi Mongol el 1259

Sa-skya Pandita va morir el 1251 i el seu mestre Godan Khan possiblement ho va fer al mateix temps o, segons altres fonts, després de 1253. Mongke va esdevenir Kagan el mateix any. Algunes fonts diuen que hi va haver una invasió de Mongòlia l'any 1251, com a resposta per no pagar tribut, o el 1251-1252 "per prendre possessió formal del país". Per tal d'enfortir el seu control sobre el Tibet, Möngke va nomenar Qoridai com a comandant de les tropes mongoles han a Turfan el 1251. S'esmenten dos atacs, un dirigit per Dörbetei, l'altre per Qoridai. La doble campanya va provocar por als tibetans. Tanmateix, fonts tibetanes només esmenten un atac a un lloc anomenat Bod kyi-mon-mkhar-mgpon-po-gdong. No obstant això, Wylie és escèptic amb totes aquestes fonts, argumentant que la manca d'evidències substantives d'una invasió, genera dubtes sobre l'abast dels moviments mongols al Tibet pròpiament dit. Ell conclou: -
"Excloent l'atac de 1252 contra el no identificat Mon-mkmar-mgon-po-gdong esmentat anteriorment, sembla que no hi ha proves que demostrin la presència de tropes mongoles al Tibet central durant les dues dècades que 'Phags-pa Lama estava lluny de Sa-skya (1244-65). Durant aquells anys, campanyes externes de conquesta i feus interns entre descendents dels fills de Chinggis Khan van ocupar l'atenció dels mongols. El Tibet, el formidable terreny del qual estava políticament fragmentat pels senyors i lames locals, no va suposar cap amenaça militar per als mongols, i va ser gairebé ignorat per ells."
El 1252-53 Qoridai va envair el Tibet, arribant fins a Dangquka. Els monestirs tibetans centrals es van sotmetre als mongols. Möngke va dividir les terres del Tibet entre els seus parents com el seu apanatge, d'acord amb la llei Yassaq de Genghis Khan. Molts aristòcrates mongols, inclòs el mateix Khagan, semblen haver buscat la benedicció de prominents lames tibetans. Möngke Khan va patrocinar Karma Baqshi (1204–83) del subordre Karma-pa i el monestir de 'Bri-gung, mentre que Hülegü, khan dels mongols a l'Orient Mitjà, va enviar regals luxosos tant a 'Bri-gung com als Phag-mo al monestir gDan-sa-thel dels -gru-pa. Més tard, William Rubruck informa que va veure monjos budistes xinesos, tibetans i indis a la capital, Karakorum, de l'Imperi mongol.
Karmapa, de l'escola Karma Kagyu es va negar a quedar-se amb ell, preferint el seu germà el Khagan. El 1253 el príncep Kubilai va convocar a la seva cort els dos nebots del jerarca Sa-skya-pa, Blo-gros rGyal-mtshan, coneguts com Drogön Chögyal Phagpa (1235–80) i Phyag-na rDo-rje (1239-67). Kublai Khan va conèixer per primera vegada 'Phags-pa lama l'any 1253, presumiblement per portar el lama Sa-skya que residia al domini de Köden, i que era un símbol de la rendició tibetana, al seu propi camp. Al principi
Mongke va optar pel budisme com a religió preferent i va concedir al seu germà Khublai el control dels territoris en poder dels mongols a la Xina. Kublai va romandre xamanista, però el seu principal khatun, Chabi, es va convertir al budisme i va influir en la visió religiosa de Kublai. Durant l'expedició de Kublai a Yunnan, el seu número dos, Uriyangkhadai, va haver de restar al Tibet el 1254-55 possiblement per suprimir les tribus bèl·liques al Tibet. Hulegu va nomenar el seu representant, Kokochu, al Tibet a mitjans de la dècada de 1250 mentre marxava cap a l'Iran. Des de llavors, els ilkhans van tenir possessions al Tibet.
El 1265 Qongridar va assolar l'àrea de Tufan/mDo-smad, i del 1264 al 1275 diverses campanyes van pacificar els pobles tibetans i Yi de Xifan al voltant de l'actual Xichang. Cap al 1278, miriarquies mongoles: els tumens i les vies postals arribaven a través de Dokham a través de l'oest de Litang.

## Conseqüències

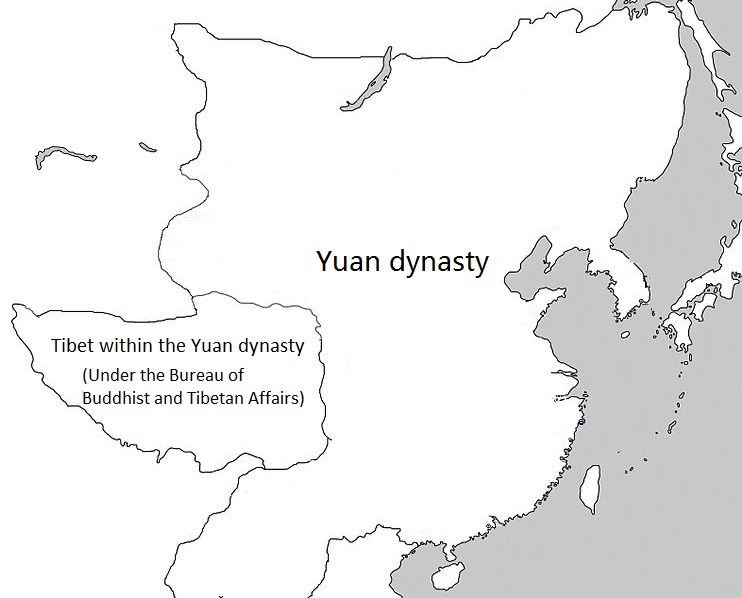
El Tibet sota la dinastia Yuan al departament d'alt nivell conegut com l'Oficina d'Afers Budistes i Tibetans (Xuanzheng Yuan).

El Tibet va ser sotmès a l'Imperi Mongol sota l'administració i lleis mongoles, però la regió va rebre un cert grau d'autonomia política. Kublai Khan més tard inclouria el Tibet a la seva dinastia Yuan, i la regió va romandre separada administrativament de les províncies conquerides de la dinastia Song de la Xina.
Segons la visió tradicional tibetana, el khan i el lama van establir relacions " sacerdot-patró ". Això significava que la gestió administrativa i assistència militar del khan, amb l'assistència del lama en temes espirituals. El Tibet va ser conquerit pels mongols abans de la invasió mongola del sud de la Xina. Després de la conquesta de la dinastia Song, Kublai Khan va consolidar el Tibet en la nova dinastia Yuan, però el Tibet va ser administrat sota l'Oficina d'Afers Budistes i Tibetans (Xuanzheng Yuan), separada de les províncies xineses. Els mongols van concedir al lama Sakya lama un grau d'autoritat política, però van mantenir el control sobre l'administració i l'exèrcit de la regió. Com a esforços per governar ambdós territoris tot preservant la identitat mongol, Kublai Khan va prohibir als mongols casar-se amb xinesos, però va deixar intactes els sistemes legals i administratius tant xinès com tibetà. Encara que la majoria de les institucions governamentals establertes per Kublai Khan a la seva cort s'assemblaven a les de les dinasties xineses anteriors, Tibet mai va adoptar els exàmens imperials xinesos o les polítiques neoconfucianes.
Els monjos budistes del Tibet eren populars i molt respectats a l'Iran governat pels mongols de l'Ilkhanat, Mongòlia, la Xina dels Yuan i l'Àsia central (el Khanat Chagatai). Cap al final de la dinastia Yuan a mitjans del segle XIV, el Tibet va recuperar la seva independència dels mongols.

## Expedició postimperial
Els oirats es van convertir al budisme tibetà cap a l'any 1615, i no va passar molt de temps abans que s'involucressin en el conflicte entre les escoles Gelug i Karma Kagyu. A petició de l'escola Gelug, el 1637, Güshi Khan, el líder dels khoshuts a Koko Nor, va derrotar Choghtu Khong Tayiji (1581-1637), el príncep Khalkha que donava suport a l'escola Karma Kagyu.
Tsogtu Khuntaiji havia establert una base al riu Tuul. Conegut com a intel·lectual, va abraçar la secta Karma i va construir monestirs i castells. Es va sotmetre a Ligdan Khan, últim gran khan dels mongols. Va participar en la campanya de Ligdan al Tibet per ajudar a la secta Karma encara que Ligdan Khan va morir el 1634 abans que s'uníssin. Però Tsogtu va seguir la campanya. El mateix any va conquerir el Tümed al voltant de Kokonor (llac Qinghai) on hi va traslladar la seva base. A petició de Shamar Rabjampa va enviar un exèrcit sota el comandament del seu fill Arslan al Tibet central el 1635. Tanmateix, Arslan va atacar el seu aliat, l'exèrcit Ü-Tsang. Va conèixer el cinquè Dalai Lama i va retre homenatge als monestirs de Gelukpa en lloc de destruir-los. Arslan va ser finalment assassinat per ordre de Choghtu.
La secta Geluk va demanar ajuda a Törü Bayikhu (Güshi Khan), el líder de la tribu Khoshut de la confederació Oirat. El 1636 Törö Bayikhu va conduir els Khoshuts i els jungars al Tibet. L'any següent una guerra decisiva entre Tsogtu Khuntaiji i Törü Bayikhu va acabar amb la victòria d'aquest últim i Tsoghtu va ser assassinat.
Tradicionalment ha estat retratat com a malvat per la secta Geluk. D'altra banda, la pel·lícula mongol "Tsogt taij" (1945) el va tractar com un heroi nacional. Reflectia l'actitud del règim comunista cap al budisme tibetà.

Amb la seva aclaparadora victòria sobre Tsogtu, Güshi Khan va conquerir Amdo (l'actual Qinghai). La unificació del Tibet va seguir el 1641–42, quan Güshi Khan va envair el Tibet central i va derrotar la dinastia indígena Tsangpa. Després de la seva victòria va ser proclamat (chogyal), és a dir, el Rei del Dharma, o de l'Ensenyament, pel cinquè Dalai Lama. Amb aquests esdeveniments es va confirmar l'establiment d'un Kanat de Khoshut. Gushi khan va concedir al Dalai Lama autoritat sobre el Tibet des de Dartsedo fins a Ladakh. El mateix títol " Dalai-lama " havia estat atorgat anteriorment al tercer lama del llinatge Gelug tulku per Altan Khan, no s'ha de confondre amb els Altan Khan del Khalkha), que significa en mongol, "Oceà de la Saviesa".

## Ressorgiment de la lluita entre el kanat Jungar i la dinastia Qing

### Intervenció al Tibet

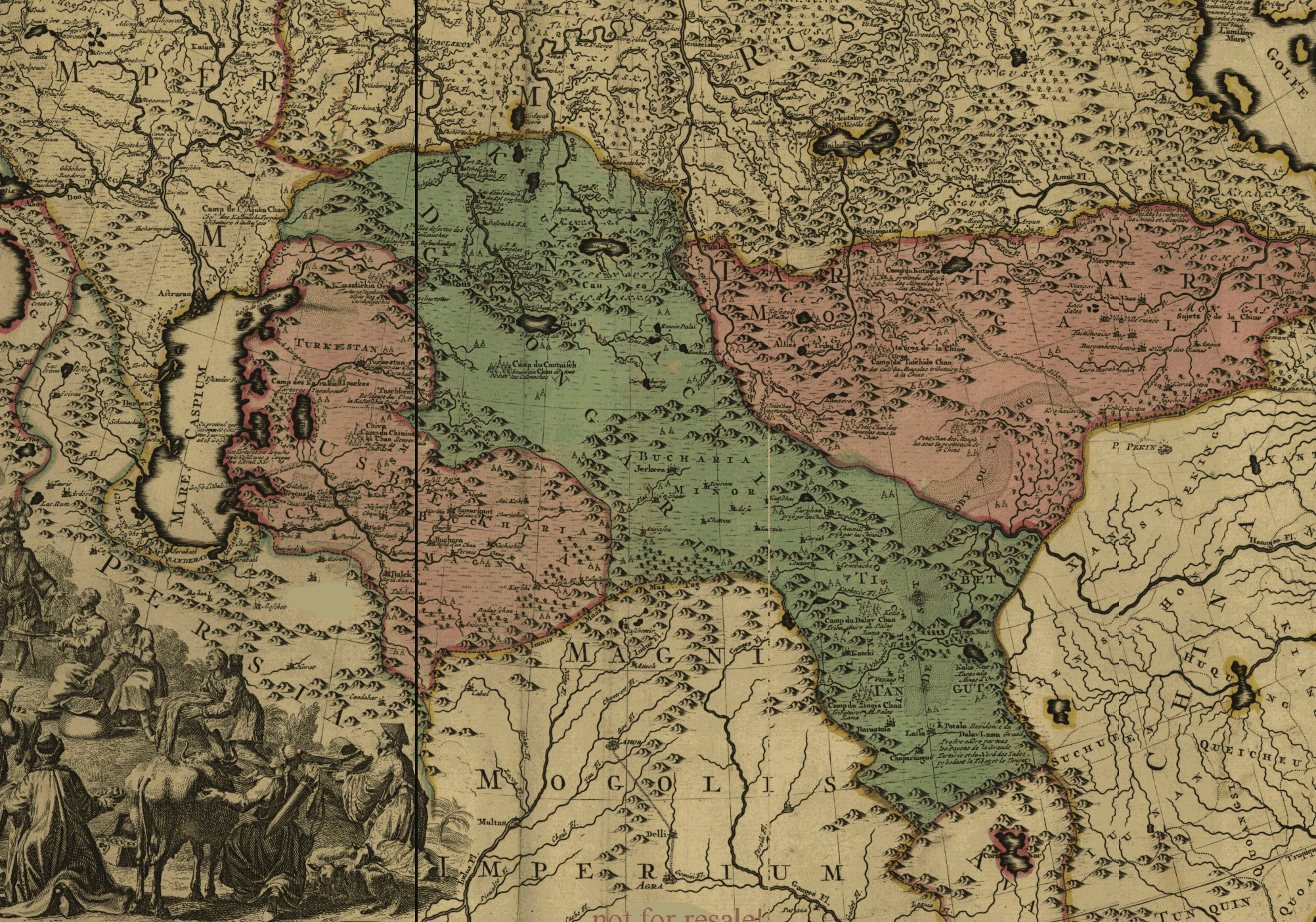
Els estats Jungar i Kalmyk (un fragment del mapa de l'Imperi Rus de Pere el Gran, creat per un soldat suec cap al 1725).

Mentrestant, Amdo va esdevenir la llar dels Khoshuts. Els descendents de Güshi Khan van continuar governant com a reis del Dharma (chogyals) del Tibet, encara que van ser eclipsats pel Dalai Lama i el seu regent durant llargs períodes. El 1717, però, els jungars, dirigits pel germà de Tsewang Rabtan, Tsering Dondup, van envair el Tibet. Els invasors van derrotar i van matar a Lha-bzang Khan (l'últim khan del Kanat de Khoshut), un besnét de Güshi Khan, i el cinquè rei del Dharma del Tibet. Els jungars van deposar un pretendent a la posició del Dalai Lama que havia estat promogut anteriorment per Lha-bzang Khan. El 5è Dalai Lama havia animat els lames mongols a evitar qualsevol ensenyament que no fos del Ge-lugs-pa entre els mongols. Els jungars aviat van començar a saquejar Lhasa, perdent així la bona voluntat tibetana inicial cap a ells. Molts Nyingma i Bonpos van ser executats i els tibetans que visitaven els funcionaris jungars es van veure obligats a treure la llengua perquè els jungars poguessin saber si la persona recitava mantres constants, ja que es pensava que provocaven una llengua de color negre o marró. Això els va permetre escollir els Nyingmapa i els Bonpos, que recitaven molts mantres màgics. Aquest hàbit de treure la llengua com a senyal de respecte en saludar algú ha estat un costum tibetà fins a temps recents.
La invasió jungar va ser un repte per a la política imperial de l'emperador Kangxi, ja que Lha-bzang Khan havia estat aliat de la dinastia Qing. L'emperador va prendre represàlies el 1718, però la seva expedició militar va patir una logística inadequada i va ser aniquilada pels jungars a la batalla del riu Salween no gaire lluny de Lhasa. L'emperador va enviar una segona expedició més gran i va tenir un èxit ràpid. Els manxús van expulsar la força de Tsewang Rabtan del Tibet el 1720 i les tropes van ser aclamades com a alliberadors. Van portar a Kälzang Gyatso amb ells de Kumbum a Lhasa i va ser instal·lat com el 7è Dalai Lama el 1721. El 1723 Lobzang Danjin, un altre descendent de Güshi Khan, va defensar Amdo contra els intents de la dinastia Qing d'estendre el seu domini al Tibet, però va ser aixafat l'any següent. Així, Amdo va caure sota la dominació xinesa.